# 前方村
前方村（まえがたむら）は、長崎県五島列島の北部、小値賀島にかつて存在した北松浦郡の村。1926年（大正15年）4月に近隣の村と合併を行い、小値賀村となった。
現在の小値賀町の東部にあたる。

## 地理
五島列島北部に位置する小値賀島の東部、および野崎島、六島を主な村域とする。
- 島嶼：小値賀島、小黒島、野崎島、六島
- 山：本城岳、二半岳
- 港湾：前方湾

## 沿革
- 1889年（明治22年）4月1日 - 町村制施行により、北松浦郡前方村が単独村制にて発足。
- 1926年（大正15年）4月1日 - 笛吹村・前方村・柳村が合併して小値賀村が発足し、前方村は自治体として消滅。

## 地名
郷を行政区域とする。前方村は1889年の町村制施行時に単独で自治体として発足したため、大字は無し。
- 野崎郷
- 前方郷
- 六島郷（むしま）

上記3郷は現在も小値賀町の行政区として存続している。

## 名所・旧跡
- 沖ノ神島神社
- 本城跡
- 神方古墳
- ダントウ山古碑群
- 野首教会